# Valhall
A Valhall norvég doom metal zenekar, 1987-ben alakult Oslóban. Az Ulver korábbi dobosa, Erik Lancelot is játszott az együttesben, jelenlegi dobosuk pedig Fenriz, aki a Darkthrone tagja is. Demó lemezeiken még black/thrash metalt játszottak. A Musikreviews.de nevű oldal kritikusa, Lothar Hausfeld a Black Sabbath-hoz, a Solitude Aeturnushoz és a Candlemasshez hasonlította zenéjüket. Maga az együttes a Saint Vitust, a Candlemasst, a Trouble-t és a Sleepet jelölte meg hatásaiként.

## Diszkográfia
- 1995 – Moonstoned (Head Not Found)[4]
- 1997 – Heading for Mars (Head Not Found)[4]
- 2008 – Red Planet (Housecore Records)[2][4]

### Demók
- 1988 – Castle of Death
- 1989 – Amalgamation
- 1990 – Trauma
- 1991 - Live
- 1991 – Pagan Token